# 腓特烈·恩斯特 (霍恩洛厄-朗根堡)
腓特烈·恩斯特（德語：Friedrich Ernst，1750年5月16日—1794年10月24日），霍恩洛厄-朗根堡親王路德維希的幼子，是一名荷蘭軍官。

## 家庭
1773年，腓特烈·恩斯特與荷蘭人奧諾·居爾·范·哈倫的女兒瑪格達列娜結婚，兩人共有3子3女：
1. 路德維希（1774年—1844年）
2. 奧古斯塔（1775年—1813年）
3. 卡爾·古斯塔夫（1777年—1866年）
4. 菲律賓（1779年—1860年）
5. 卡爾·菲利普（1781年—1839年）
6. 威廉明妮（1787年—1858年）